# Бужанівська сільська рада
Бужа́нівська сільська́ ра́да — колишня адміністративно-територіальна одиниця та орган місцевого самоврядування в Горохівському районі Волинської області. Адміністративний центр — село Бужани.
Припинила існування 17 січня 2019 року через об'єднання до Мар'янівської селищної об'єднаної територіальної громади. Натомість утворено Бужанівський старостинський округ при Мар'янівській селищній громаді.

## Загальні відомості
- Територія ради: 35,32 км²
- Населення ради: 1670 осіб (станом на 2001 рік). Кількість дворів — 463.
- Територією ради протікає річка Судилівка.

## Населені пункти
Сільраді були підпорядковані населені пункти:
- с. Бужани
- с. Ржищів

## Населення
Згідно з переписом УРСР 1989 року чисельність наявного населення сільської ради становила 1808 осіб, з яких 835 чоловіків та 973 жінки.
За переписом населення України 2001 року в сільській раді мешкали 1663 особи.

### Мова
Розподіл населення за рідною мовою за даними перепису 2001 року:
| Мова       | Відсоток |
| ---------- | -------- |
| українська | 99,76 %  |
| російська  | 0,18 %   |
| вірменська | 0,06 %   |

## Господарська діяльність
В Бужанівській сільській раді працює 2 школи: 1 неповна середня і 1 середня, 2 будинки культури, 1 бібліотека, 2 медичні заклади, 1 відділення зв'язку, 2 АТС на 29 номерів, 5 торговельних закладів.
На території сільської ради розташована Анно-Зачатіївська церква (Ржищів, 1754 рік).
По території сільської ради проходять О030210, О030212.

## Склад ради
Рада складається з 14 депутатів та голови.
- Голова ради: Груцький Роман Миколайович

### Керівний склад попередніх скликань
| Прізвище, ім'я, по батькові | Основні відомості                                                                              | Дата обрання | Дата звільнення |
| --------------------------- | ---------------------------------------------------------------------------------------------- | ------------ | --------------- |
| Шевчук Василь Євгенович     | Сільський голова, 1966 року народження, освіта вища, член Української Народної Партії          | 26.03.2006   | 31.10.2010      |
| Шевчук Василь Євгенович     | Сільський голова, 1966 року народження, освіта вища, безпартійний                              | 31.10.2010   | 16.12.2012      |
| Гиль Іван Порфирович        | Сільський голова, 1970 року народження, освіта вища, безпартійний                              | 16.12.2012   | 25.10.2015      |
| Груцький Роман Миколайович  | Сільський голова, 1989 року народження, освіта вища, безпартійний, від Аграрної партії України | 25.10.2015   |                 |

Примітка: таблиця складена за даними сайту Верховної Ради України та ЦВК

### Депутати VII скликання
За результатами місцевих виборів 2015 року депутатами ради стали:

#### За суб'єктами висування
| Суб'єкт висування      | Кількість обраних депутатів | %     |
| ---------------------- | --------------------------- | ----- |
| Самовисування          | 9                           | 64.29 |
| Аграрна партія України | 5                           | 35.71 |

#### За округами
| № округу | Прізвище, ім'я, по батькові    | Ким висунуто           | Дата нар.  | Освіта              | Партійна приналежність | Відомості                                                  |
| -------- | ------------------------------ | ---------------------- | ---------- | ------------------- | ---------------------- | ---------------------------------------------------------- |
| 1        | Кульчинський Микола Васильович | Аграрна партія України | 07.05.1968 | загальна середня    | безпартійний           | Не працює                                                  |
| 2        | Христин Марія Миколаївна       | Самовисування          | 24.12.1965 | вища                | безпартійна            | Бужанівська ЗОШ І-ІІІ ст, вчитель                          |
| 3        | Новак Катерина Михайлівна      | Самовисування          | 11.10.1986 | вища                | безпартійна            | Поштове відділення с. Бужани, начальник                    |
| 4        | Костюк Надія Анатоліївна       | Самовисування          | 24.05.1966 | професійно-технічна | безпартійна            | Не працює                                                  |
| 5        | Панасюк Надія Василівна        | Самовисування          | 19.12.1961 | професійно-технічна | безпартійна            | Не працює                                                  |
| 6        | Христин Ігор Вікторович        | Аграрна партія України | 30.09.1989 | загальна середня    | безпартійний           | Не працює                                                  |
| 7        | Сокол Микола Михайлович        | Аграрна партія України | 07.12.1972 | вища                | безпартійний           | ТЗОВ Будівельний Союз Каскад, директор                     |
| 8        | Мельник Галина Григорівна      | Самовисування          | 03.06.1966 | професійно-технічна | безпартійна            | Бужанівська сільська рада, землевпорядник                  |
| 9        | Гнатюк Євгенія Володимирівна   | Самовисування          | 20.09.1963 | вища                | безпартійна            | Управління з експлуатації газового господарства, не працює |
| 10       | Новосад Надія Олександрівна    | Самовисування          | 15.08.1978 | професійно-технічна | безпартійна            | Бужанівська амбулаторія ЗПСМ, медична сестра               |
| 11       | Гашинська Любов Валеріївна     | Аграрна партія України | 13.01.1987 | загальна середня    | безпартійна            | Не пряцює, не працює                                       |
| 12       | Батюк Любов Вікторівна         | Аграрна партія України | 03.06.1966 | професійно-технічна | безпартійна            | Бужанівська сільська радас. Ржищів, землевпорядник         |
| 13       | Притулюк Алла Борисівна        | Самовисування          | 11.11.1968 | професійно-технічна | безпартійна            | Бужанівська сільська рада, секретар                        |
| 14       | Тимчук Віталій Вікторович      | Самовисування          | 28.04.1980 | загальна середня    | безпартійний           | Магазин, приватний підприємець                             |